# Smart 1
Smart 1 je bila letjelica Europske svemirske agencije. Imala je zadaću testirati ionski pogon i tražiti led na Mjesečevom južnom polu. Lansiran je 27. rujna 2003. godine u 23:14 sati, a u orbitu oko Mjeseca je ušao 15. listopada 2004. Lansiran je s raketom Ariane-5, s masom pri lansiranju od 367 kg. Misija je završila 3. rujna 2006. godine udarom u Mjesec.
Smart 1 je prva letjelica ovakve vrste. Njegova prva primarna misija je testiranje ionskog pogona i ostalih novih tehnologija za letjelicu i instrumente. 

### Lansiranje
Smart-1 je lansiran uz pomoć rakete Ariane-5. 
Dana 8.lipnja Smart 1 je prebačen u Kourou. 14.lipnja bio je premješten u ESTEC da bi bio ukrcan u avion Antonov 124. Avionom je prebačen u Francusku Gvajanu. Sljedećeg jutra, 15.lipnja slijetjeo je u Francusku Gvajanu. Aerodrom Cayenne, na koji je sletio avion sa Smart-1 je udaljen 50 km od lansirnog mjesta ESA-e.

### Letjelica
Od šest spuštanja NASA-inih letjelica Apollo, astronauti su donjelu uzorke stijena za analizu u svjetskim laboratorijima. I tri su sovjetske letjelice donijele uzorke stijena.
Mala Američka letjelica kao što je Clementine ili Lunar Prospector su bili u orbiti oko Mjeseca. Lunar Prospector je mapirao Mjesečevu gravitaciju i površinu. Ipak, ostala su mnoga pitanja na koja znanstvenici moraju odgovoriti.
Kamera na Smart-1 je omogućivala znanstvenicima istraživanje Mjesečeve površine i topografiju Mjeseca. 

### Instrumenti
| Instrument | Opis                                                        |
| EPDP       | Bilježi rad ionskog pogona i njegovog utjecaja na letjelicu |
| KaTE       | Testira druge načine komunikacije Zemlja-Mjesec             |
| AMIE       | Testira minijaturnu kameru i slika slike u boji             |
| SIR        | Traži led i pravi mineralnu mapu Mjeseca                    |
| D-CIXS     | Istražuje kompoziciju i sastav Mjeseca                      |